# Karl Wilhelm Ferdinand von Funck

Anton Graff: Karl Wilhelm Ferdinand von Funck, 1804, Öl auf Leinwand

Karl Wilhelm Ferdinand von Funck (* 13. Dezember 1761 in Schöppenstedt; † 7. August 1828 in Wurzen) war ein sächsischer Generalleutnant und Generaladjutant des sächsischen Königs Friedrich August. Bekannt wurde er durch seine Erinnerungen, einer eindrucksvollen Schilderung der Ereignisse in Sachsen während der Napoleonischen Kriege.

## Leben

### Herkunft und Familie
Karl Wilhelm Ferdinand von Funck war der Sohn des Landkommissars und späteren Hof- und Kommissionsrates Karl August Funcke. Die Familie stammte aus Schweden und war erst im 17. Jahrhundert im Fürstentum Braunschweig-Wolfenbüttel ansässig geworden.
Die Brüder väterlicherseits waren kursächsische Beamte, einer als Landkammerrat und ein weiterer als Geheimrat Gesandter am Russischen Hof. Sie wurden 1728 bzw. 1742 geadelt. Karl August Funcke wurde am 9. Juli 1763 ebenfalls in den sächsischen Adelsstand erhoben und war Herr auf Groitzsch und Teuchern.

### Militärischer Werdegang
Am 21. März 1780, mit achtzehn Jahren, trat Ferdinand von Funck als Sousleutnant in das sächsische Regiment Garde du Corps ein. Er nannte sich Funck, vermutlich an eine alte Namensform anknüpfend. In dieser Schreibweise wurde er in sämtlichen amtlichen Schreiben und Listen geführt. Bereits am 25. August 1784 wird Funck zum Premierleutnant befördert, aber schon 1787 nahm er seinen Abschied und schrieb sich an der Universität Göttingen ein. Er widmete sich historischen Studien und begann seine erste große Arbeit, eine Geschichte über den Kaiser Friedrich II.
Bereits 1791, auf Veranlassung des Kavalleriegenerals Graf Bellegarde, trat Funck als Rittmeister in das neu aufgestellte Husarenregiment, das spätere 2. sächsische Husarenregiment Nr. 19, ein und nahm von 1794 bis 1796 am ersten Koalitionskrieg teil. 1804 zum Major und 1805 zum Generaladjutanten des Generals der Kavallerie von Zezschwitz befördert, blieb er in dieser Stellung während des Herbstfeldzuges 1806. In den Kämpfen gegen Napoleon Bonaparte wurde Funck verwundet und gefangen genommen.
Von Napoleon wurde er nach Dresden an den sächsischen Hof mit der Aufforderung an den Kurfürsten entsandt, die Stadt nicht zu verlassen. Funck überredete Friedrich August zum Bleiben und zu einer Verständigung mit Napoleon. Von seinem bestimmten Auftreten stark beeindruckt, ernannte der Kurfürst Funck am 27. Oktober 1806 zu seinem Flügeladjutanten, zwei Monate später zum Oberstleutnant und schließlich am 7. Februar 1807 zum Obersten und Generaladjutanten. Er wurde ein enger Vertrauter von Friedrich August, den Napoleon zum König von Sachsen erhob. Durch seine Position am Hof kam er mit den Generälen und Diplomaten des kaiserlichen Hauptquartiers und mit Napoleon selbst in Verkehr.
Am 6. April 1809 beförderte ihn der König zum Generalmajor und Generalinspekteur der Kavallerie. Am Feldzug von 1809 konnte er nicht teilnehmen, da der König nicht auf ihn verzichten wollte. Nach dem Ende der Kämpfe sandte ihn Friedrich August nach Schönbrunn, um über sächsische Gebietserweiterungen in Böhmen zu verhandeln, die jedoch ergebnislos verliefen. Beim Neuaufbau des sächsischen Heeres beteiligte sich Funck aktiv und wurde für seine Verdienste am 20. Februar 1810 zum Generalleutnant und Kommandeur der 1. Kavalleriebrigade ernannt.
Als Befehlshaber der 1. Kavalleriedivision, die 21. der Großen Armee, nahm er 1812 am Krieg gegen Russland teil. Nach dem Tod von General Gutschmit am 7. Juni 1812 übernahm Funck die Führung seiner Division, der 2. sächsischen bzw. die 22. der Großen Armee. Mit ihr kämpfte er unter dem Oberbefehl von General Reynier, wurde aber schon bald wegen Unstimmigkeiten abberufen. Nach Sachsen zurückgekehrt, musste er die Flucht des Königs nach Plauen, Regensburg und Prag und die erzwungene Rückkehr nach Dresden miterleben. Nach der Völkerschlacht bei Leipzig und dem Übergang der sächsischen Truppen zu den Alliierten übernahm General Thielmann den Oberbefehl über die Sachsen. Funck fand keine Verwendung, wurde aber trotzdem vom russischen Generalgouvernement wegen Dienstverweigerung am 1. Januar 1814 entlassen. Der König nahm die Entlassung bei seiner Rückkehr wieder zurück und sandte Funck ins Hauptquartier zu Wellington. 1816 reiste er in diplomatischer Mission nach London.

### Ehe und Nachkommen
Nach seinem Abschied beschäftigte sich Funck mit geschichtlichen Studien und wurde zum Ehrendoktor der Universität Marburg ernannt. Am 7. August 1828 starb er, 66-jährig, in Wurzen. Aus seiner Ehe mit der bereits 1797 verstorbenen Luise Elisabeth von Unruh waren drei Söhne und zwei Töchter hervorgegangen. Alle Söhne und eine Tochter starben noch vor ihrem Vater, nur die mit dem Geheimen Legationsrat Freiherren Ernst Blümner von Frohburg (1779–1815) verheiratete Tochter Louise Auguste (* 22. April 1789; † 1. Dezember 1849)  überlebte ihn.

### Literarische Werke
Bereits 1792 wurde seine Geschichte Kaiser Friedrichs des Zweiten veröffentlicht. 1820 bis 1824  erschien in vier Teilen das Gemälde aus dem Zeitalter der Kreuzzüge, dann 1829 seine Schrift zu dem von ihm selbst miterlebten Feldzug von 1812 Erinnerungen aus dem Feldzuge des sächsischen Korps unter dem General Grafen Reynier, Dresden und Leipzig 1829. In Wurzen schrieb er seine Erinnerungen, nicht in chronologischer Form, sondern in einzelnen Aufsätzen. Er gab ihnen unter anderem Titel wie Charaktere, Sachsen als Königreich usw. Sie gelangten aus dem Nachlass seines Neffen, des Generalleutnants von Witzleben, an König Albert, der sie 1877 dem Hauptstaatsarchiv übergab. Drei Foliobände wurden aber zurückbehalten und kamen erst 1902 in das Staatsarchiv.